# Guy Étienne Germain Gaucher
Guy Étienne Germain Gaucher (5 de marzo de 1930 – 3 de julio de 2014) fue un Carmelita Descalzo francés, obispo y teólogo. Era una autoridad internacional en lo referente a la vida y escritos de Santa Teresa de Lisieux.
Nacido en Tournan-en-Brie, fue ordenado sacerdote el 17 de marzo de 1963 y profesó en la Orden de los Carmelitas Descalzos el 3 de octubre de 1968. Nombrado obispo de Meaux, el 27 de agosto de 1986, consagrado el 19 de octubre de 1986 por el arzobispo de Paris, cardenal Jean-Marie Lustiger. Meses después, el 7 de mayo de 1987, fue nombrado obispo auxiliar de Bayeux-Lisieux con residencia en Lisieux. En la misma fecha, 7 de mayo de 1987, fue nombrado obispo titular de Rota (provincia de Huesca, España). Permaneció en el puesto hasta el 1 de julio de 2005 cuando se retiró al haber alcanzado la edad reglamentaria.
Inicialmente se especializó en los escritos de Georges Bernanos, para más adelante centrar su atención en la personalidad y escritos de Teresa de Lisieux. Entre sus muchos trabajos editoriales, participó notablemente en la Edición Centenaria de las obras de Teresa.
Gaucher falleció el 3 de julio de 2014, a la edad de 84 años.

## Obras y publicaciones
En francés
- Sainte Thérèse de Lisieux (1873-1897), août 2010, Éditions du Cerf
- Tout est grâce" Retraite avec Georges Bernanos dans la lumière de sainte Thérèse de Lisieux, mai 2009, Éditions du Cerf
- La Vie du Père Marie-Eugène de l'Enfant-Jésus Henri Grialou (1894-1967)" « Je veux voir Dieu » mars 2007, Éditions du Cerf
- « Je voudrais parcourir la terre… »Thérèse de Lisieux thaumaturge, docteur et missionnaire" octobre 2003,  Éditions du Cerf
- Histoire d'une vie : Thérèse Martin (1873-1897) Sœur Thérèse de l'Enfant-Jésus de la Sainte-Face" février 2002,  Éditions du Cerf
- « Histoire d'une âme » de Thérèse de Lisieux" juin 2000,  Éditions du Cerf
- Jean et Thérèse L'influence de saint Jean de la Croix dans la vie et les écrits de sainte Thérèse de Lisieux" septembre 1996,  Éditions du Cerf
- Georges Bernanos ou l'invincible espérance, mars 1994 Éditions du Cerf
- La Passion de Thérèse de Lisieux. 1972, réédition en 1993, Éditions du Cerf - Desclée De Brouwer.
- Sainte Thérèse de Lisieux» septembre 1992, Éditions du Cerf
- Histoire d'une vie : Thérèse Martin. 1982, Paris, Éditions du Cerf, rééd. revue et corrigée en 1993.
- Collectif, Édition du Centenaire, édition critique des œuvres de Thérèse de Lisieux, Ed. du Cerf/Desclée de Brouwer, 1971-1992

Colaboración con otros (en francés)
- La Vie Spirituelle (número 790), Catherine de Sienne, Docteur de l'Église, Contribution : Trois femmes Docteurs de l'Église (2010)
- Les Nouveaux courants charismatiques, Approches, discernement, perspectives, Conférence des Évêques de France (2010)
- Correspondance familiale (1863-1888), Louis et Zélie Martin (préface, 2009)
- Les Cahiers d'école (1877-1888), Thérèse de Lisieux (2008)
- Le Réalisme spirituel de Thérèse de Lisieux, Victor Sion (préface, 2008)
- Lettres à mes frères prêtres, Thérèse de Lisieux (2003)
- Thérèse de Lisieux et son prochain, Pierre Descouvemont (préface, 2003)
- Monseigneur Charles, aumônier de la Sorbonne (1944-1959), Samuel Pruvot (préface, 2002)
- La Vie Spirituelle (número 741), Lectio divina (2)
- La Bible avec Thérèse de Lisieux (2001)
- Un phare dans la nuit, sauvetage avec Thérèse de Lisieux, André Pighiera (préface, 2000)
- La Science de l'amour divin, Lettre apostolique « Divini Amoris Scientia » et textes officiels pour la proclamation de sainte Thérèse de Lisieux, Docteur de l'Église universelle, précédés de l'Histoire du Doctorat, Jean-Paul II (1998)
- Thérèse de Lisieux, carmélite, La Règle, la Liberté et l'Amour, Emmanuel Renault (préface, 1998)
- Les Musiques de Thérèse, Carmel de Lisieux (introduction, 1997)
- Thérèse de Lisieux, un écho du cœur de Dieu, film documentaire, Jean-Daniel Jolly Monge (1997)
- Prier dans les villes (1994)
- Mère Agnès de Jésus, Pauline Martin, sœur aînée et « petite Mère » de sainte Thérèse de l'Enfant-Jésus, Jean Vinatier (préface, 1993)
- La Relation du martyre des seize carmélites de Compiègne aux sources de Bernanos et de Gertrud von Le Fort, Marie de l'Incarnation (préface, 1993)
- Prières, l'offrande à l'Amour Miséricordieux, Thérèse de Lisieux (préface, 1988)
- L'Épreuve de la foi, le combat de Thérèse de Lisieux avril 1896 - 30 septembre 1897, Emmanuel Renault (préface, 1974)

En inglés
- Gaucher, Guy. The Story of a Life: St. Thérèse of Lisieux. San Francisco: Harper & Row, 1987. ISBN 978-0-06-063095-9 Over copies in US libraries, according to WorldCat
- Review, Catholic Historical Review, Apr., 1989, vol. 75, no. 2, p. 304-305
- Gaucher, Guy. John and Thérèse: Flames of Love : the Influence of St. John of the Cross in the Life and Writings of St. Thérèse of Lisieux. Staten Island, N.Y.: Alba House, 1999.
- Thérèse, Guy Gaucher, and Aletheia Kane. The Prayers of Saint Thérèse of Lisieux: The Act of Oblation. Washington D. C.: ICS Publications, 1997.
- Gaucher, Guy. The Passion of Thérèse of Lisieux: 4 April - 30 September 1897. New York: Crossroad, 1990.